# San Isidro Tehualtepec
San Isidro Tehualtepec  är en ort i kommunen Ocoyoacac i delstaten Mexiko i Mexiko. Samhället hade 133 invånare vid folkräkningen år 2020.